# So Down Train
Álbum do grupo Go Graal Blues Band gravado em 1987 com produção de Paulo Gonzo e Tó Andrade. Na capa interior, além das letras, encontra-se um esquema listando todos os elementos e convidados que tocaram ao longo dos anos de vida deste grupo. Neste disco participam Mário Pereira (bateria), Tó Andrade (guitarra baixo), João Allain (guitarra), Leonel Cardoso (Saxofone, Flauta) e Paulo Gonzo (vocalista).

## Músicas
- City Lights - 05.01 (L:Ana Isabel / M:J.Allain - Tó Andrade)
- Smell - 04.34 (L:J.Allain - Tó Andrade / M:J.Allain - Tó Andrade - P.Gonzo)
- Memories - 06.02 (L:Ana Isabel / M:J.Allain - P.Gonzo )
- A Little Bit - 04.39 (L:Tó Andrade / M:J.Allain - Tó Andrade)
- It's Just A Dream - 03.55 (L:Tó Andrade / M:J.Allain - Tó Andrade - P.Gonzo)
- They Don't Give A Damn - 06.19 (L: / M: )
- Walkin - 04.08 (L:Tó Andrade - P.Gonzo - Ana Isabel / M:J.Allain - Tó Andrade - P.Gonzo )
- So Down Train - 05.40 (L:Ana Isabel / M:J.Allain - Tó Andrade)

## Referencias
- Biografia
- Um dos muitos blogs sobre a banda
- Site oficial do cantor Paulo Gonzo
- So Down Train (LP, Schiu!/Transmédia,1987)